# Бучано
Бучано (итал. Bucciano) је насеље у Италији у округу Беневенто, региону Кампанија.
Према процени из 2011. у насељу је живело 1503 становника. Насеље се налази на надморској висини од 261 м.

## Становништво
| 1931. | 1936. | 1951. | 1961. | 1971. | 1981. | 1991. | 2001. | 2011. |
| ----- | ----- | ----- | ----- | ----- | ----- | ----- | ----- | ----- |
| 1.379 | 1.450 | 1.691 | 1.593 | 1.525 | 1.487 | 1.817 | 1.894 | 2.077 |